# Saint Croix (Ilhas Virgens Americanas)
Saint Croix, ou Santa Cruz (em francês:  Sainte-Croix; em dinamarquês:  Sankt Croix), é uma ilha no mar do Caribe, condado e distrito das Ilhas Virgens Americanas, um território não incorporado dos Estados Unidos. É a maior ilha do arquipélago (45 km por 11 km). Contudo, a capital do território, Charlotte Amalie, fica localizada em São Tomás.

## História
O território da ilha Santa Cruz fez parte de vários países diferentes ao longo dos últimos séculos. Foi colonizada sucessivamente por Espanha, Grã-Bretanha, França, Cavaleiros da Ordem de Malta, Dinamarca e Estados Unidos.
Antes da colonização europeia, Santa Cruz era habitada por indígenas caribes. Cristóvão Colombo chegou à ilha em 14 de novembro de 1493, desembarcando na zona ocupada atualmente pelo assentamento de Salt River. Colombo batizou a ilha como "Santa Cruz". Durante a sua visita produziu-se um confronto entre um espanhol e um indígena caribe, que foi morto, o que constitui o primeiro choque violento registado entre europeus e os indígenas americanos. Os confrontos entre espanhóis e caribes suceder-se-iam durante mais de um século, até que os espanhóis abandonassem a ilha. Durante o século XVII chegaram colonos holandeses e ingleses, que logo se enfrentaram entre si pela posse da ilha. Finalmente, os holandeses abandonaram a colónia. A presença inglesa iria manter-se até 1650, quando os seus assentamentos foram destruídos pelos espanhóis, que pouco depois foram expulsos pelos franceses.
A ilha passou para as mãos da Ordem dos Cavaleiros de Malta por concessão de Phillippe de Longvilliers de Poincy, governador da colónia francesa de São Cristóvão em 1660. Contudo, os cavaleiros venderam-na à Companhia Francesa das Índias Ocidentais cinco anos depois. O governador Dubois organizou a colónia estabelecendo 90 plantações de produtos rentáveis, como o tabaco, algodão, cana-de-açúcar e anil. Com a morte de Dubois iniciou-se um período de declínio para a colónia e a ilha foi abandonada até 1733, quando foi vendida à Companhia Dinamarquesa das Índias Ocidentais e Guiné. Esta companhia dinamarquesa não pôs restrições nacionais à chegada de colonos e logo chegariam espanhóis, judeus, huguenotes e ingleses, que constituíam a maior parte dos colonos. O açúcar converteu-se no principal cultivo da ilha. Contudo, à medida que o cultivo da beterraba para produção de açúcar se estendia na Europa, a economia de Sainte Croix começou a declinar de novo.
A escravatura foi abolida em 1848, mas em 1862, a ilha recebeu um carregamento de índios que tinham um contrato para trabalhar nas plantações durante cinco anos em condições miseráveis. A presença dos índios produziu uma revolta em 1878, por parte dos antigos escravos, que continuaram a trabalhar nas plantações e foram substituídos por mão de obra mais barata. Esta revolta ficou conhecida como o "Fireburn" (Incêndio). A cidade de Frederiksted, um dos dois assentamentos da ilha, ficou destruída. Supostamente a rebelião era dirigida por quatro mulheres chamadas as "Rainhas" da revolta. Uma das ruas da ilha tem hoje o nome de "Queen Mary Thomas" em memória desta revolta.
Em 1917, a Dinamarca vendeu os seus territórios nas Índias Ocidentais aos Estados Unidos da América por 25 milhões de dólares em ouro. Devido à evolução da Primeira Guerra Mundial, o governo dos Estados Unidos temia que as ilhas das Caraíbas dinamarquesas acabassem por cair em mãos alemãs, e que as utilizassem como bases militares para atacar os Estados Unidos e os seus interesses. Além do pagamento em ouro, os Estados Unidos aceitaram a reclamação dinamarquesa sobre a Gronelândia.
A ilha de Santa Cruz sofreu graves danos em 17 de setembro de 1989 com o furacão Hugo e em setembro de 1995 com o furacão Marilyn e com os furacões "Georges" e "Lenny" em 1998 e 1999, embora os danos provocados por estes dois últimos não tenham sido tão graves. Contudo, muitos edifícios, especialmente nos arredores de Christiansted, ainda estão em ruínas devido aos efeitos dos furacões.
As Ilhas Virgens Americanas estão sob soberania dos Estados Unidos, gozando do estatuto de Território Não Incorporado, e carecem de representante no Congresso. Os habitantes das ilhas têm a cidadania dos Estados Unidos mas não têm voto nas eleições nacionais e não pagam muitos impostos, salvo os estabelecidos pelo Virgin Islands Bureau of Internal Revenue.

## Galeria

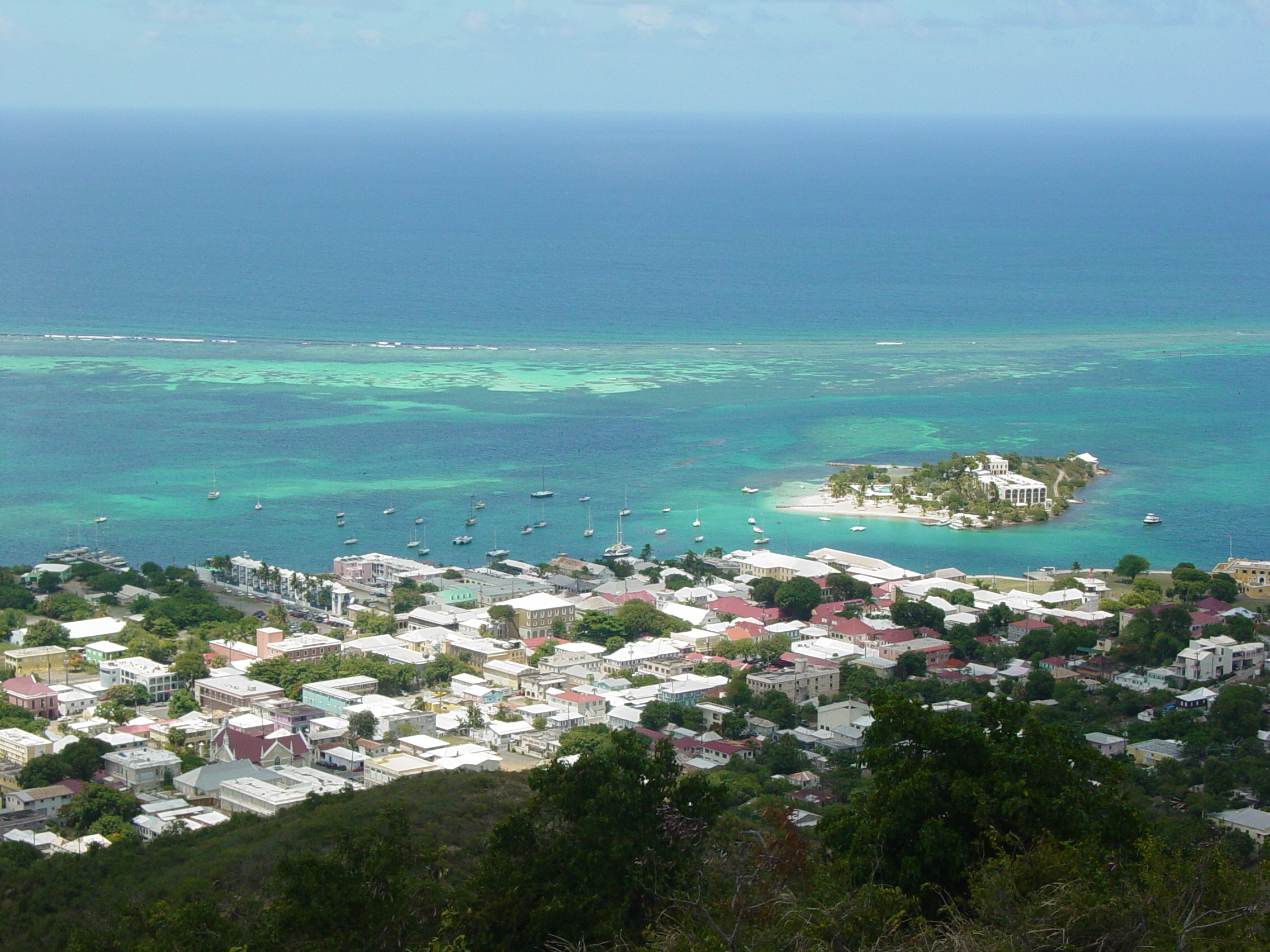
Christiansted, mirando cara ao norte.
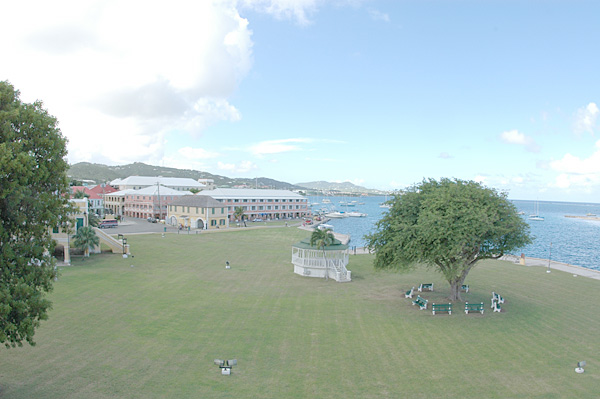
Centro de Christiansted e porto
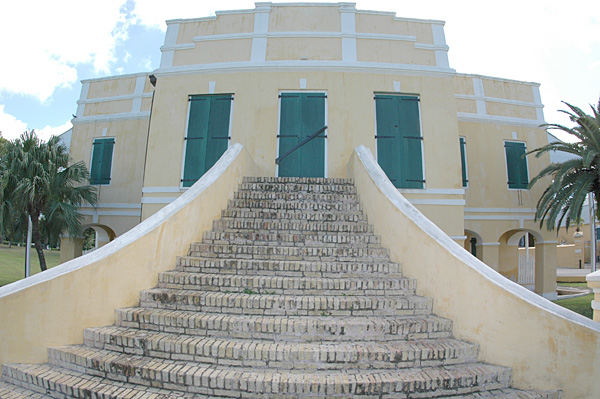
Antiga alfândega dinamarquesa, Christiansted
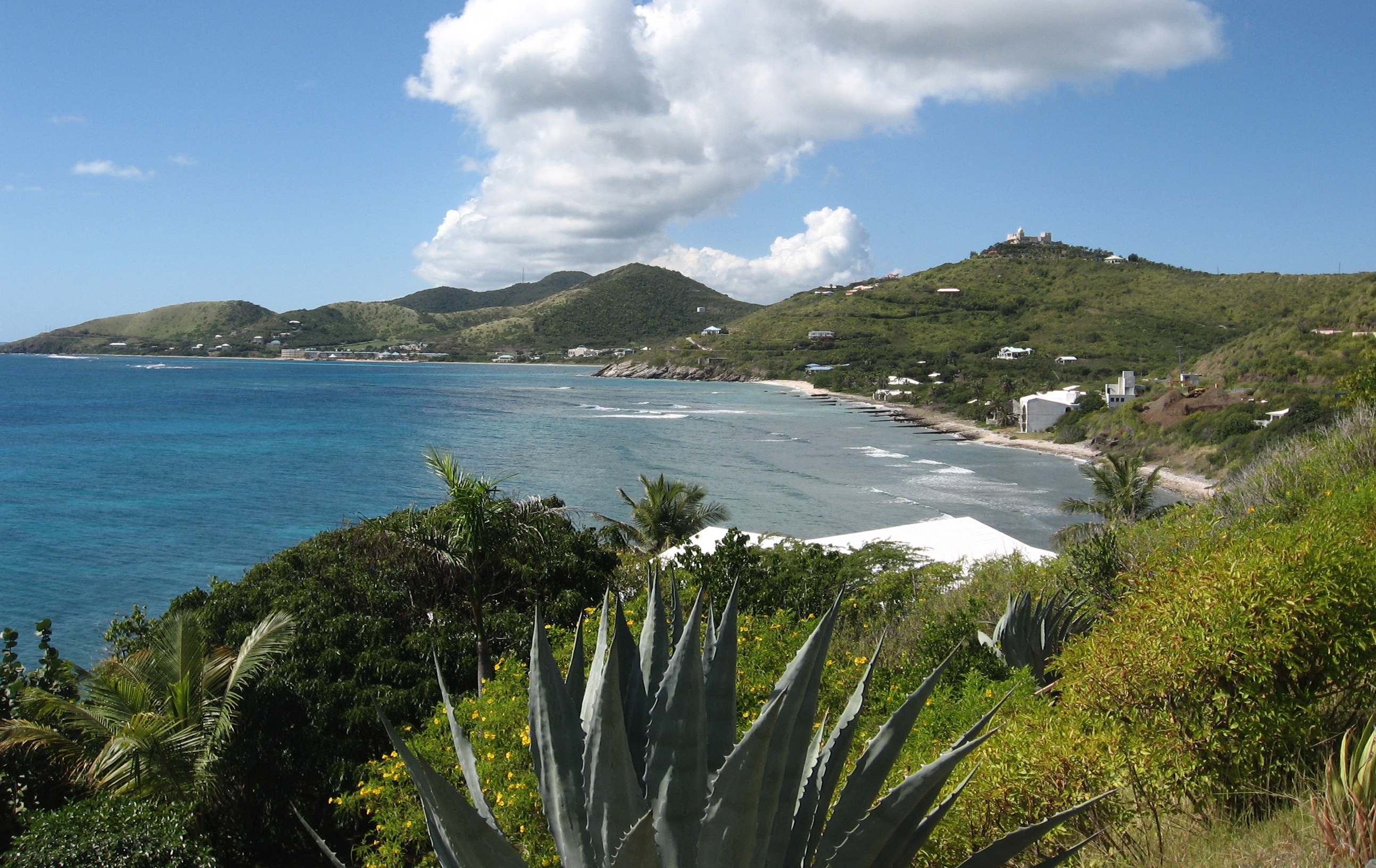
East End

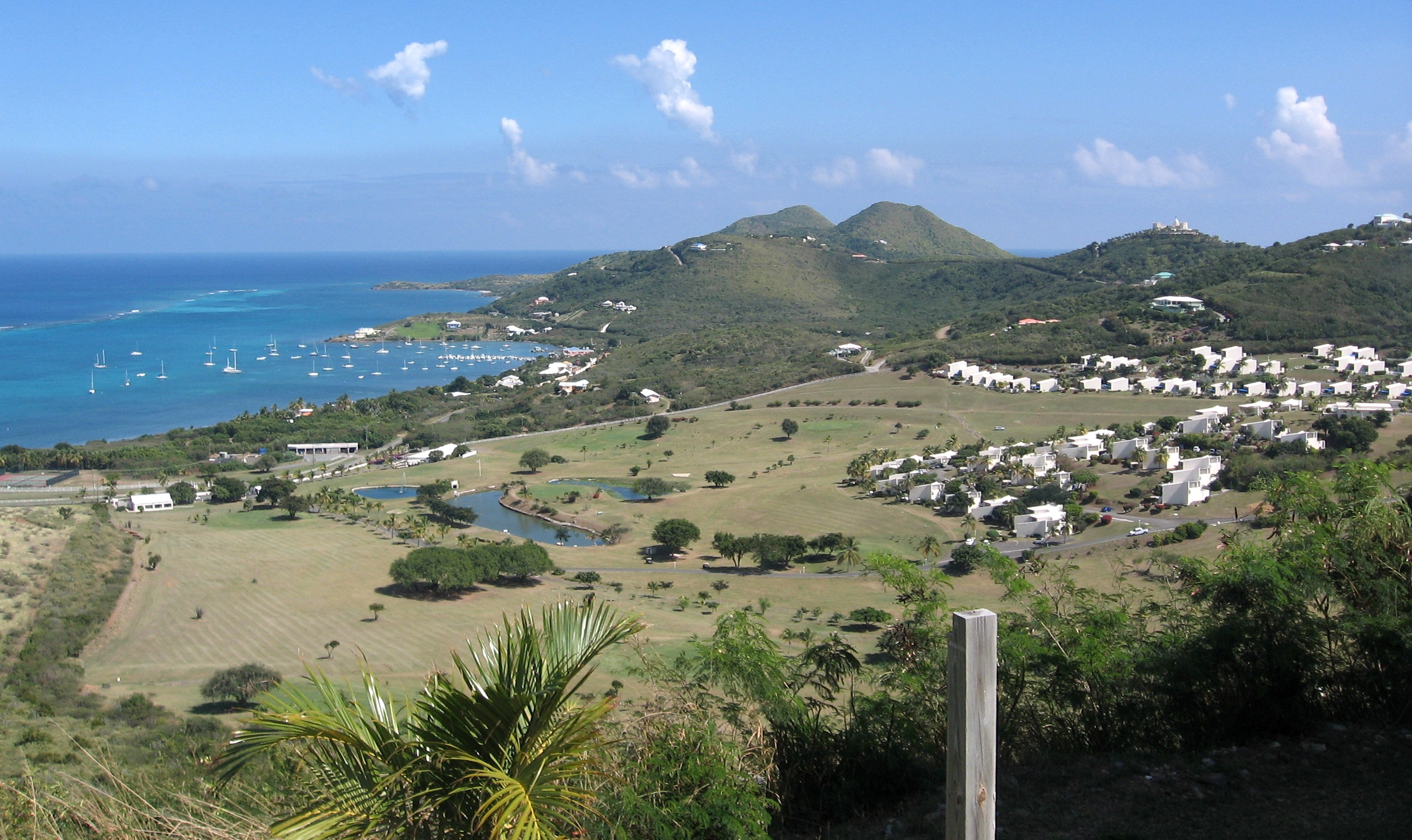
East End
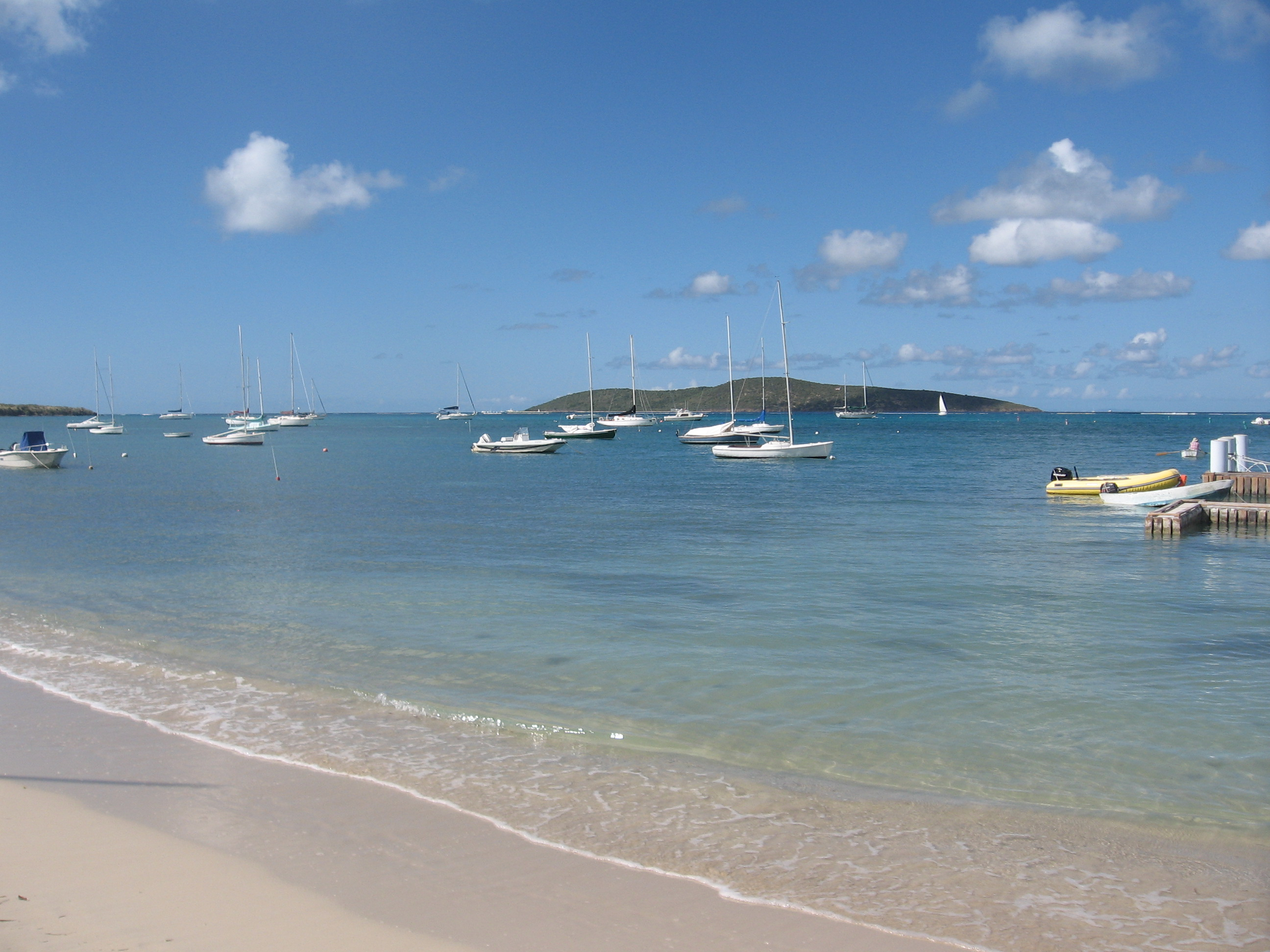
Praia da Baía de Teague
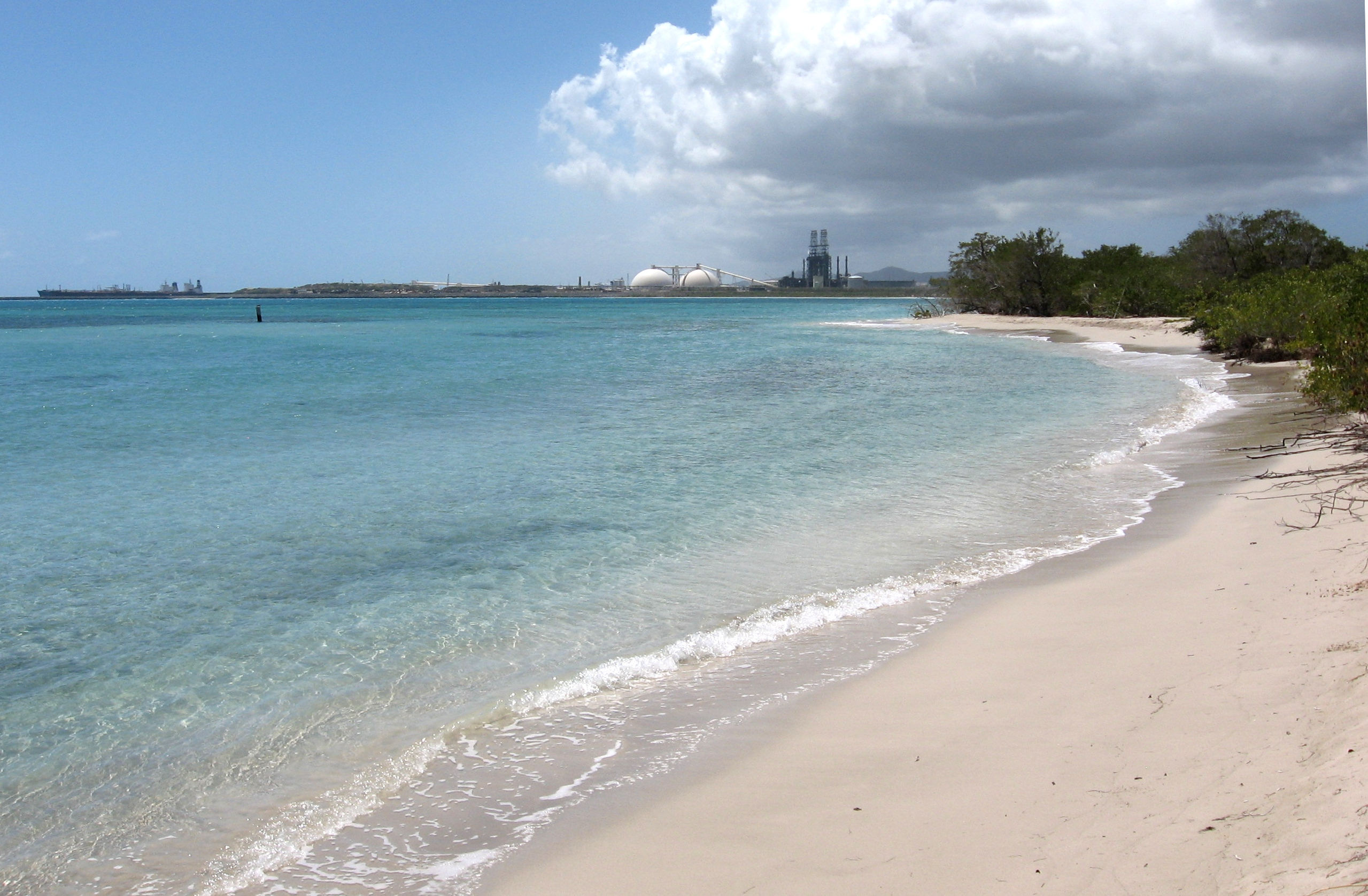
Praia da baía de Canegarden
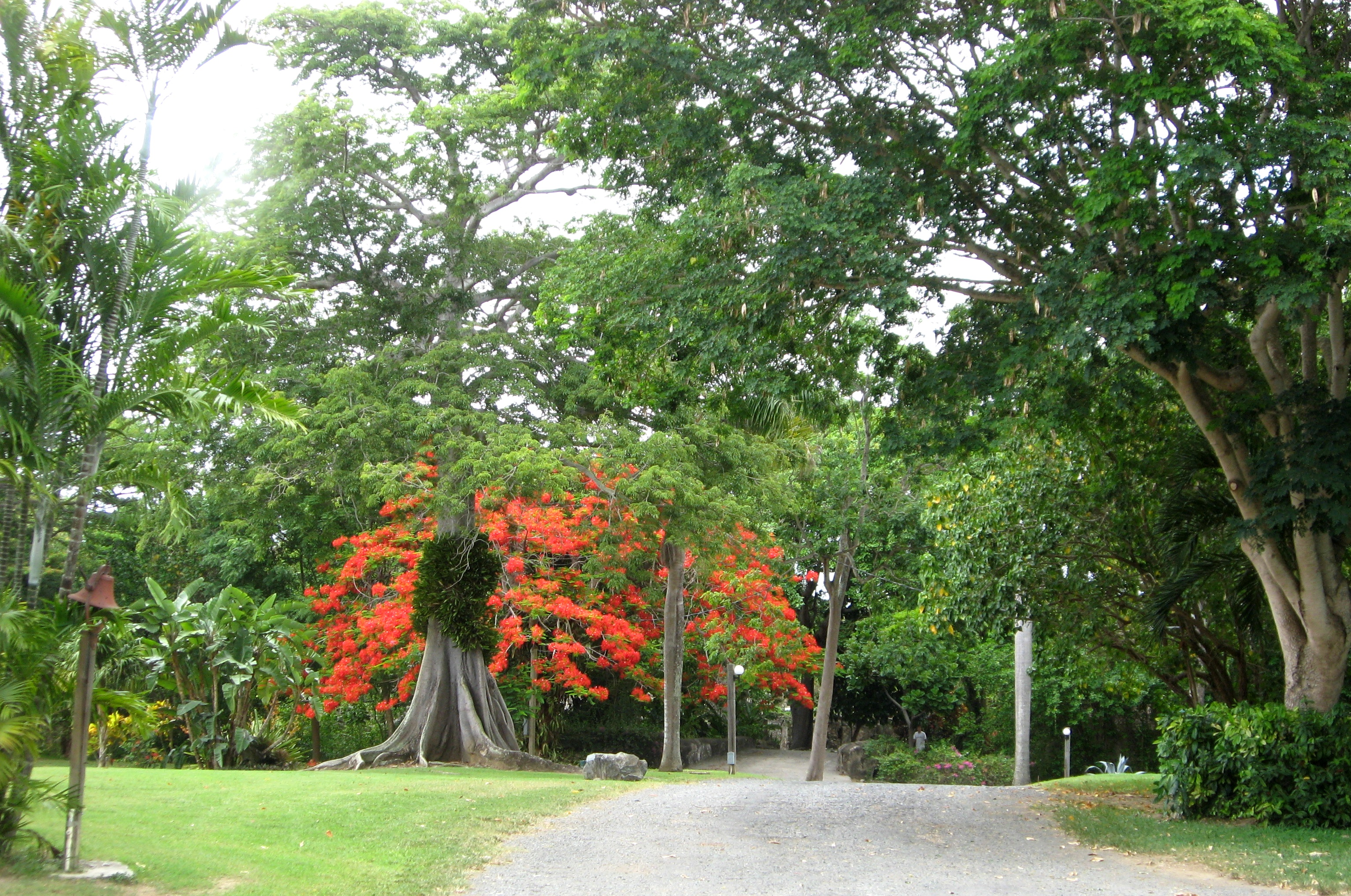
Xardíns Botánicos de San George Village